# 베토벤스 빅 브레이크
《베토벤스 빅 브레이크》(영어: Beethoven's Big Break, 이전 제목 영어: Beethoven: The Reel Story)는 미국에서 제작된 마이크 엘리엇 감독의 2008년 코미디 DVD 영화이다. 베토벤 영화 시리즈 여섯 번째 작품이다. 조너선 실버먼, 제니퍼 피니건 등이 출연하고, 웨인 모리스 등이 제작에 참여하였다.

## 출연
- 조너선 실버먼
- 제니퍼 피니건
- 모이세스 아리아스
- 에디 그리핀
- 리아 펄먼
- 스티븐 토볼라우스키
- 오스카르 누녜스
- 조이 퍼톤
- 스테퍼니 스콧
- 시저 밀란
- 그랜트 엘리엇
- 애덤 버니에이
- 웨인 모리스
- 퍼트리샤 엘리엇
- 필 셀웨이
- 마리아 포드
- 디 브래들리 베이커

## 기타 제작진
- 배역: 잰 글레이저
- 미술: 마크 가너
- 의상: 베벌리 사파이어
- 분장 부문: 리 그라임스
- 제작 관리: 잰 키쿠모토, 웨인 모리스
- 조감독: 메건 F. 매클로플린